# 首誌封神
《首誌封神》是一部玄侠小说，為香港作家黃獎創作，主要用現代人的視角改編名著《封神榜》。

## 出版
2011年，在《AM730》連載，並於同年透過甘葉堂出版。

2014年出版電子書，第一集「奇緣非註定，道術可速成」在Google Play圖書免費推出。

## 背景
時間是在商朝末年，以封神榜時代為背景，出場的真實歷史人物包括紂王、妲己、周文王。

在商周大戰中，雙方都善用說詞，加強自己的軍事籌碼，遊說有本領的人加入自方陣營，戰爭成敗在於人心，人心的所向在於宣傳。

## 主要人物
- 鄧嬋玉[4]：能控制五色石和瓦當潛影，有收集愛情的嗜好，每次誘發對方表白之後，都會拒絕人家的愛慕，同時患有舌棘症，喜歡挖苦別人。
- 黃天化：為黃飛虎的長子，具「火靈」天賦，被稱為「道術戰神」，但從來沒有正式打過一場勝仗。
- 雷震子：憂鬱內向，藍面，有雙翼。
- 申公豹：為修行數千年的老虎，深愛九尾狐化身的妲己，為她捍衛商朝。
- 伯邑考：周文王的長子，深愛妲己，用情至深連情敵申公豹亦敬服。
- 洪錦：仗著自己是美男子而處處受惠，直至發現與龍吉公主從萬年前開始相愛的秘密，得知了自己轉生百世以來的寂寞，是由於一直未能尋到龍吉的緣故。
- 殷洪：紂王的次子，愛美，拜龍吉公主為師，後來倒戈改投周朝陣營。

## 外部連結
- 《首誌封神1》電子書 （页面存档备份，存于）
- 《首誌封神2》電子書 （页面存档备份，存于）
- 《首誌封神3》電子書 （页面存档备份，存于）
- 《首誌封神》Facebook專頁